# الناتج الإجمالي للنظام البيئي
إجمالي المنتج البيئي هو مقياس مبتكر تم تطويره لحساب القيمة الاقتصادية لخدمات النظام البيئي ضمن التقييمات الاقتصادية الأوسع نطاقًا، التي تقاس تقليديًا بواسطة الناتج المحلي الإجمالي بينما يوفر الناتج المحلي الإجمالي قياسًا كميًا لجميع السلع والخدمات التي تنتج اقتصاديًا داخل البلد، إلا أنه لا يأخذ في الاعتبار الخدمات البيئية التي تدعم الإنتاج الاقتصادي. يعالج هذا الإغفال عن طريق قياس إسهام النظم البيئية من خلال المنتجات المباشرة والخدمات التنظيمية مثل التحكم في المناخ، والخدمات الثقافية مثل السياحة.

## نظرة عامة وتطبيقات
أدخلت الصين معيارًا وطنيًا في عام 2020، مدمجة القيم البيئية في إطار تقييمها الاقتصادي هذه المبادرة أدت إلى اعتمادها على عدة مستويات حكومية. بحلول عام 2023، قد وضعت 15 حكومة محلية في الصين توجيهات لتنفيذ، بدءًا من حوالي 200 مشروع ذي صلة. في مقاطعة تشجيانغ، أول مقاطعة تنفذ هذه القواعد، يتم تقييم أداء المسؤولين المحليين جزئيًا بالقيم الاقتصادية المخصصة للنظم الإيكولوجية المحلية، مثل القيمة التي تبلغ 43 مليون دولار أمريكي المنسوبة إلى محمية طبيعية ليناء رادون تشينغتيان.
يُستخدم أيضًا في النمذجة الاقتصادية لتوفير رؤية شاملة للتفاعل بين الصحة الاقتصادية والبيئية. على سبيل المثال، يدمج نموذج الذي طورته المركز المشترك للبحوث وبحوث الاقتصاد في واجينينجن،لتحليل كيف يمكن للسياسات أن تؤثر بشكل متزامن على الإنتاج الاقتصادي وشروط النظام البيئي. يساعد هذا النموذج صناع السياسات على اتخاذ قرارات مستنيرة تسعى إلى تحقيق التنمية الاقتصادية بتوازن مع الاستدامة البيئية.
يهدف التطوير المستمر إلى تحسين دقتها وفعاليتها في صنع السياسات الاقتصادية والبيئية. من خلال تخصيص قيم نقدية لخدمات النظام البيئي، يسهل فهمًا أعمق لدورها الحاسم في التنمية الاقتصادية المستدامة يضمن هذا النهج أن تدعم استراتيجيات النمو الاقتصادي أيضًا رفاهية البيئة، مع التركيز على نهج متوازن للتنمية

## أنظر أيضا
- اقتصاد إيكولوجي
- قياس الاستدامة
- بصمة بيئية
- محاسبة بيئية
- مؤشر الأداء البيئي